# Corydoras trilineatus
Corydoras trilineatus  (лат.) — вид лучепёрых рыб из семейства панцирных сомов (Callichthyidae).
Распространён в Южной Америке, в бассейне реки Амазонки в Бразилии, Колумбии, Перу и прибрежных рек в Суринаме. Обитает в воде с рН 6—8, жёсткостью 5—19 °dH и температурой около 22—26 °С.
Длина тела самцов до 5 см, самок — до 6 см. Продолжительность жизни составляет 5—10 лет. Питается червями, ракообразными, насекомыми и растительным материалом. Откладывает икру в густой растительности и не защищает её.